# Nampula
Nampula er hovedbyen i provinsen Nampula i Mozambique. Byen har en befolkning på 471.717 (2007), noget som gør den til den største by i det nordlige Mozambique. Her ligger Mozambiques nationale etnografiske museum, et marked, en domkirke og en moske.
En jernbanelinje betjener byen og et jernbaneværksted ligger her.
- Wikimedia Commons har flere filer relateret til Nampula

15°07′00″S 39°16′00″Ø / 15.116666666667°S 39.266666666667°Ø